# An Endless Sporadic
An Endless Sporadic es una banda de rock formada en Woodland Hills, California por el músico Zach Kamins que desempeña el trabajo de guitarrista, teclista, bajista y arreglos y Andy Gentile batería, percusiones y arreglos.
La banda lanzó su primer EP Ameliorate en el 2008 y varias canciones de este EP están incluidas en los soundtrack de los videojuegos Guitar Hero y Tony Hawk's American Wasteland, gracias a estas canciones el grupo ha ganado bastantes seguidores por medio de internet.
El grupo lanzó su álbum debut el 25 de marzo, el cual cuenta con la participación del guitarrista del grupo de rock progresivo sueco The Flower Kings Roine Stolt y el bajista Jonas Reingold (también de The Flower Kings).

## Historia
Los fundadores de este grupo, Zach Kamins y Andy Gentile se conocieron en 1999 en la escuela Bellaire High School y ya que tenían mucho en común decidieron formar una banda. La banda se llamó An Endless Sporadic y aunque los dos se separaron a causa de que Zach fue a estudiar en el instituto Berklee College of Music en Boston y Andy Gentile fue a trabajar a la compañía Neversoft en California los dos se enviaban los arreglos y grabaciones de sus canciones a través de internet y así surgió su primer EP Ameliorate en el 2008 (todas estas canciones instrumentales). 
El álbum fue lanzado en iTunes en el 2008. Su álbum debut se lanzó el 25 de noviembre de 2009.

## Discografía
- Ameliorate (EP) (2008)
- An Endless Sporadic (2009)
- Magic Machine (2016)